# San Juan del Olmo
San Juan del Olmo község Spanyolországban, Ávila tartományban. San Juan del Olmo La Torre, Muñana, Manjabálago, Valdecasa, Hurtumpascual és Vadillo de la Sierra községekkel határos. Lakosainak száma 81 fő (2024).

## Népesség
A település népessége az utóbbi években az alábbiak szerint változott:
| Lakosok száma | 175  | 156  | 144  | 123  | 120  | 117  | 104  | 97   | 85   | 81   |
|               | 2001 | 2004 | 2006 | 2009 | 2011 | 2014 | 2016 | 2019 | 2021 | 2024 |